# Le ultime cose
Le ultime cose è un film del 2016 scritto e diretto da Irene Dionisio, all'esordio nel lungometraggio.
Ambientato nel banco dei pegni di Torino, il film è stato presentato in concorso (unico italiano) alla Settimana internazionale della critica della 73ª Mostra internazionale d'arte cinematografica di Venezia.

## Trama
Tre storie s'intrecciano nel poliedrico calderone di varia umanità che si ritrova ad impegnare le "ultime cose" al banco dei pegni di Torino, in particolare la vicenda si concentra su cinque personaggi.
Sandra, giovane trans tornata in città dopo alcuni anni alla ricerca di un nuovo inizio, si vede costretta ad impegnare una pelliccia a cui tiene molto. Michele, pensionato sull'orlo della povertà, per far fronte alle spese mediche (un apparecchio acustico) del nipote Gabriele, chiede un prestito al cognato Angelo, uno dei tanti ricettatori che popolano la via crucis che conduce al banco. In cambio dovrà però aiutarlo nel pericoloso lavoro di aiutante da strada. Stefano, giovane idealista da poco assunto come perito, cerca di opporsi alle disumane dinamiche del posto di lavoro offrendo pietà e compassione amichevole ai clienti più disperati al contrario di Sergio che dirige l'attività con freddezza da burocrate e inumana meccanicità, fedele ai dettami dell'azienda. Anna, madre di due bambini, impegna una collana di valore che viene sottostimata dal direttore, scaltro doppiogiochista in contatto col sottobosco di malaffare fuori dai cancelli.
Respinta da un integerrimo Sergio per via del documento d'identità non combaciante, Sandra trova in Stefano un insperato sostegno alle proprie difficoltà. Tra i due nasce un'attrazione che non riesce però a consumarsi in quanto Stefano, sebbene in un primo momento la cerchi con trasporto, in seguito, combattuto dai sensi di colpa, l'allontana da sé. La giovane donna farà quindi i bagagli e ripartirà lasciando la pelliccia alla mercé dei meccanismi del banco, automatismi ai quale soccomberà pure Stefano dopo un tentativo di ribellione al cinico datore di lavoro.
Michele, ritrovatosi suo malgrado nelle insolite vesti di ricettatore, pagherà l'inesperienza e la poca scaltrezza a caro prezzo; verrà prima derubato e in seguito, nella disperata fuga dalle forze dell'ordine, cadrà esanime colpito probabilmente da un arresto cardiaco.

## Distribuzione
Il film è stato distribuito nelle sale italiane il 29 settembre 2016

## Riconoscimenti
- 2017 - David di Donatello
  - Candidatura a Miglior attore non protagonista a Roberto De Francesco
- 2017 - Globo d'oro
  - Candidatura a Miglior opera prima a Irene Dionisio
- 2017 - Ciak d'oro
  - Candidatura a Miglior attore non protagonista a Roberto De Francesco
- 2017
  - Candidatura a sezione "la prima cosa bella" per la miglior attrice protagonista a Christina Andrea Rosamilia